# کمک‌داور ویدئویی

نماد وی‌اِی‌آر که در طول فرآیند بررسی روی صفحه ظاهر می‌شود.

کمک‌داور ویدئویی (به انگلیسی: video assistant referee) یا به‌اختصار وی‌اِی‌آر (به انگلیسی: VAR) یک فناوری رسمی داوری فوتبال است که در آلمان ساخته شده است؛ با دسترسی مستقل به ویدیو مسابقه، که تنها در صورت «اشتباه واضح و مشخص» یا «یک حادثه جدی از دست رفته» به داور اصلی کمک می‌کند. در زمان بازبینی توسط کارشناس‌های کمک داور ویدیویی بازی باید متوقف شود و کسی از بازیکنان و مربیان و نیمکت نشینان نمی‌توانند به داور اظهار نظر کنند.

## شرایط استفاده
چنانچه داور مسابقه در مورد هریک از موارد زیر تصمیم اشتباه واضح و مشخص بگیرد یا یک حادثه جدی از دید او دور بماند؛ کمک داور ویدیویی صحنه را بازبینی و به داور مسابقه اطلاع می‌دهد:
- گل پذیرفته شده یا گل مردود شده.
- خطای پنالتی اعلام شده یا خطای پنالتی اعلام نشده.
- کارت قرمز مستقیم.
- اشتباه در اخراج بازیکنان (وقتی داور به بازیکن اشتباه تیم خاطی اخطار می‌دهد یا وی اخراج می‌کند)
- خطای هند بودن یا نبودن (برخورد توپ به دست که باز هم شرایط خاصی دارد)[۱]

لوگو وی‌ای‌آر که در طول فرایند بررسی روی نمایشگر ظاهر می‌شود.

## ساختار
در هر مسابقه‌ای که از فناوری کمک‌داور ویدیویی بهره می‌برد وجود این دو بخش الزامی نیست::

### اتاق فرمان ویدئو VAR
در این اتاق کمک‌داور ویدیویی (وی‌ای‌آر)، دستیار کمک‌داور ویدیویی (ای‌وی‌ای‌آر) و اپراتور بازپخش (آراو) مستقر می‌شوند، اتاق فرمان می‌تواند در محل برگزاری مسابقه یا با فاصله از ورزشگاه مستقر شود. در زمانی که کمک‌داور ویدیویی مشغول بازبینی صحنه هاست دستیار کمک‌داور ویدیویی اتفاق‌های بازی را دنبال خواهد کرد و تا پس از روی دادن حادثه یا رخداد دیگر کمک‌داور ویدیویی را مطلع کند.

تصویری از اتاق فرمان VAR در جام جهانی فوتبال ۲۰۱۸

### منطقه بازبینی داور
در هر مسابقه‌ای که از فناوری کمک داور ویدیویی بهره می‌برد، حداقل باید یک منطقه بازبینی داور وجود داشته باشد، داور اصلی بازبینی داخل زمین را از این منطقه انجام خواهد داد. این محل باید در یک مکان قابل‌رویت خارج از زمین بازی و از قبل علامت‌گذاری شده باشد.

## شیوه عملکرد
1. حادثه رخ می‌دهد: داور به وی‌ای‌آر اطلاع می‌دهد یا وی‌ای‌آر به داور توصیه می‌کند که یک تصمیم یا حادثه باید بررسی شود.
2. بررسی و مشاوره توسط وی‌ای‌آر: تصاویر ویدیویی توسط وی‌ای‌آر بررسی می‌شود، سپس از راه گوشی آنچه را که فیلم نشان می‌دهد به داور توصیه می‌کند.
3. تصمیم یا اقدامی که گرفته شده‌است: داور تصمیم می‌گیرد قبل از اقدام یا تصمیم مناسب، ویدیوها را در کنار زمین بازی بررسی کند، یا داور اطلاعات را از وی‌ای‌آر می‌پذیرد و اقدام یا تصمیم مناسب را می‌گیرد.[۴]

چنانچه داور نظر کمک داور ویدیویی را بپذیرد؛ پس از نواختن سوت، سمبل رسمی کمک داور ویدیویی (یک مستطیل بزرگ به شکل صفحه تلویزیون) را نشان داده و تصمیم جدید را اعلام می‌کند.
اگر پس از مشورت با کمک داور ویدیویی قانع نشود و تصمیم بگیرد برای بازبینی صحنه به منطقه بازبینی داور مراجعه کند؛ پس از نواختن سوت، سمبل رسمی کمک داور ویدیویی (یک مستطیل بزرگ به شکل نمایشگر) را نشان داده و به منطقه بازبینی می‌رود.

## وظایف بازیکنان و سایر اعضای تیم
وی‌ای‌آر تمام موقعیت‌ها و حوادث مسابقه به صورت خودکار بازبینی می‌کند و نیازی به درخواست هیچ‌کدام از بازیکنان و مربیان نیست.
- اصرار بیش از حد هریک از بازیکنان و سایر اعضای تیم به استفاده از وی‌ای‌آر یا نشان دادن سمبل آن با دست مستوجب اخطار خواهد بود.
- در زمان بازبینی کلیه بازیکنان باید داخل زمین و اعضای تیم باید در محوطه خود بمانند. هیچ‌کدام از بازیکنان یا اعضای تیم نمی‌توانند در جریان بازبینی تا زمان اعلام تصمیم پایانی مداخله کنند، هرگاه بازیکن، بازیکن ذخیره، بازیکن تعویض شده یا هرکدام از اعضای تیم به منطقه بازبینی داور (وی‌ای‌آر) وارد شوند، کارت زرد خواهند گرفت.
- تنها افراد مجاز حق ورود به اتاق فرمان و ارتباط با افراد داخل اتاق را خواهند داشت، هرگاه بازیکن، بازیکن ذخیره، بازیکن تعویض شده یا هرکدام از اعضای تیم به اتاق فرمان ویدیو (وی‌ای‌آر) وارد شوند، مستقیم اخراج خواهند شد.[۶]

## تاریخچه
در سال ۲۰۱۶، هیئت بین‌المللی فوتبال، مرجع رسمی قوانین بازی فوتبال، شروع به کار آزمایشهایی برای استفاده از بازبینی ویدیویی حین بازی فوتبال را تأیید کرد. در ۱۴ ژانویه ۲۰۱۶ اتحادیه فوتبال آلمان  اعلام کرد، در صورت موافقت آی‌اف‌ای‌بی هیئت بین‌المللی فوتبال(International Football Association Board به‌اختصار: IFIB) به عنوان یکی از مشارکت کنندگان در آزمایش کمک داور ویدیویی داوطلب خواهد شد، در ۵ مارس همان سال آیفب استفاده از کمک داور ویدئویی به صورت زنده را پذیرفت؛ در پایان پس از آزمایشات متعدد و برگزاری پنج مرحله کارسوق، در تاریخ ۷ آوریل ۲۰۱۷، آلمان در هفته ۲۶ بوندسلیگا  و در بازی دو تیم بايرن مونیخ و مونشن گلادباخ ، در ورزشگاه آلیانز آرنا به عنوان اولین کشور در بالاترین سطح لیگ باشگاهی از کمک داور ویدیویی استفاده کرد.
در تاریخ ۳ مارس ۲۰۱۸، هیئت بین‌المللی فوتبال در یکصد و سی و دومین گردهمایی سالانه عمومی، استفاده از کمک داور ویدیویی را با هدف کاهش اشتباهات انسانی تأثیرگذار در نتیجه بازی با فلسفه «تأثیر زیاد، دخالت کم» به اتفاق آرا تصویب کرد.

### لیگ برتر انگلستان
در نوامبر ۲۰۱۸، باشگاه‌های لیگ برتر انگلستان نیز به اتفاق آرا استفاده از وی‌ای‌آر در فصل ۲۰۱۹–۲۰ پذیرفتند. سازمان مقامات رسمی لیگ و بازی‌های حرفه ای (پی‌جی‌ام‌اوال)، که قضاوت مسابقات لیگ برتر را بر عهده دارد، در طول فصل ۲۰۱۸/۱۹ در مسابقات زنده تست‌های گسترده‌ای را انجام داد، همچنین وی‌ای‌آر را در مسابقات جام حذفی و جام آی‌اف‌ال مشاهده کرد. بعد از پایان موفقیت‌آمیز آزمایشها استفاده از وی‌ای‌آر برای فصل ۲۰۱۹/۲۰ تأیید شد.
| تیم           | مجموع تصمیمات تغییر یافته توسط وی‌ای‌آر | گل زده پذیرفته شده | گل زده مردود شده | گل خورده پذیرفته شده | گل خورده مردود شده | میانگین گلها | تصمیمات تأثیرگذار به نفع تیم | تصمیمات تأثیرگذار علیه تیم | مجموع تصمیمات تأثیرگذار |
| ------------- | ------------------------------------- | ------------------ | ---------------- | -------------------- | ------------------ | ------------ | ---------------------------- | -------------------------- | ----------------------- |
| لسترسیتی      | ۱۵                                    | ۱                  | ۴                | ۱                    | ۶                  | ۲            | ۳                            | ۳                          | ۰                       |
| منچسترسیتی    | ۱۶                                    | ۳                  | ۴                | ۲                    | ۲                  | ۱-           | ۴                            | ۴                          | ۰                       |
| آرسنال        | ۹                                     | ۴                  | ۲                | ۱                    | ۰                  | ۱            | ۱                            | ۴                          | ۳-                      |
| اورتون        | ۷                                     | ۲                  | ۲                | ۱                    | ۱                  | ۰            | ۲                            | ۲                          | ۰                       |
| برایتون       | ۱۲                                    | ۲                  | ۲                | ۰                    | ۷                  | ۷            | ۲                            | ۰                          | ۲                       |
| مچستریونایتد  | ۱۲                                    | ۱                  | ۰                | ۲                    | ۷                  | ۶            | ۶                            | ۲                          | ۴                       |
| کریستال پالاس | ۱۲                                    | ۳                  | ۴                | ۰                    | ۱                  | ۲            | ۶                            | ۲                          | ۴                       |
| برنلی         | ۱۱                                    | ۲                  | ۳                | ۱                    | ۴                  | ۲            | ۴                            | ۲                          | ۲                       |
| نیوکاسل       | ۳                                     | ۱                  | ۰                | ۰                    | ۰                  | ۱            | ۲                            | ۰                          | ۲                       |
| ساوت همپتون   | ۱۳                                    | ۰                  | ۰                | ۱                    | ۷                  | ۶            | ۱                            | ۴                          | ۳                       |
| لیورپول       | ۸                                     | ۱                  | ۳                | ۰                    | ۴                  | ۲            | ۱                            | ۱                          | ۰                       |
| بورنموث       | ۱۲                                    | ۲                  | ۵                | ۱                    | ۱                  | ۳-           | ۲                            | ۴                          | ۲-                      |
| چلسی          | ۱۲                                    | ۲                  | ۴                | ۲                    | ۲                  | ۲-           | ۴                            | ۴                          | ۰                       |
| واتفورد       | ۶                                     | ۱                  | ۱                | ۲                    | ۱                  | ۱-           | ۱                            | ۳                          | ۲-                      |
| استون ویلا    | ۷                                     | ۰                  | ۳                | ۱                    | ۱                  | ۳-           | ۲                            | ۳                          | ۱-                      |
| شفیلدیونایتد  | ۱۱                                    | ۰                  | ۵                | ۱                    | ۲                  | ۴-           | ۱                            | ۲                          | ۱-                      |
| ولورهمپتون    | ۹                                     | ۱                  | ۴                | ۱                    | ۱                  | ۳-           | ۲                            | ۱                          | ۱                       |
| نوریچ سیتی    | ۱۱                                    | ۰                  | ۲                | ۲                    | ۲                  | ۴-           | ۱                            | ۵                          | ۴-                      |
| وستهام        | ۱۶                                    | ۱                  | ۵                | ۵                    | ۴                  | ۵-           | ۲                            | ۱                          | ۱                       |
| تاتنهام       | ۱۵                                    | ۱                  | ۴                | ۱                    | ۶                  | ۲            | ۳                            | ۳                          | ۰                       |

در ژوئیه ۲۰۲۰، آی‌اف‌آی‌بی مسئولیت وی‌ای‌آر را به فیفا منتقل کرد، ولی همچنان به همکاری نزدیک با فیفا، به خصوص از نظر دستورالعمل، قوانین مرتبط و شرایط لازم ادامه می‌دهد.

## انتقادها
برخی از هواداران و کارشناسان فوتبال از عملکرد وی‌ای‌آر راضی نیستند. تصمیم‌گیری با استفاده از سامانه ممکن است مدتی طول بکشد و این می‌تواند جریان مسابقه را مختل کند. برخی از بازی‌ها به دلیل استفاده از وی‌ای‌آر با پنج یا شش دقیقه توقف به پایان رسیده‌اند. تماشاگران همچنین می‌گویند که آنها همیشه از زمان بررسی یک تصمیم مطلع نمی‌شوند، به خصوص در ورزشگاه‌هایی مانند اولدترافورد منچستر یونایتد یا آنفیلد لیورپول که نمایشگر بزرگی ندارند. در ورزشگاه‌هایی که نمایشگر ندارند صدای تصمیم پایانی با بلندگو ورزشگاه اعلام می‌شود. همچنین شکایت‌هایی وجود دارد که قوانین بسیار سختگیرانه است. گلها با کوچک‌ترین دلیلی مردود می‌شوند. به عنوان مثال، گل خیره کننده روبن نوس به منچستر یونایتد تقریباً پس از بررسی برای آفساید در حالی مردود شد که او مسافتی طولانی را حین ضدحمله طی کرده بود. برخی از طرفداران می‌گویند که این نوع بررسی‌ها لذت بازی را از بین می‌برند زیرا تا زمانی که وی‌ای‌آر کار خود را انجام دهد هیچ‌کس نمی‌تواند به درستی برای گل جشن بگیرد. برخی فکر می‌کنند اکنون که فوتبال از فناوری پیشرفته ای مانند وی‌ای‌آر با کیفیت بالا و صحنه‌های آهسته برای گزارش قوانین و تصمیمات برخوردار است، باید قوانین بازی بازنگری شوند.

مسابقاتی که در حال حاضر به‌طور رسمی از کمک داور ویدئویی استفاده می‌کنند:

1. 
2. 
3. 
4. 
5. 
6. 
7. 
8. 
9. 
10. 
11. 
12. 
13. 
14. 
15. 
16. 
17. 
18. 
19. 
20. 
21. 
22. 
23. 
24. 
25. 
26. 
27. 

- لیگ ایران کمک‌داور ویدیویی مخفی دارد
- سامانه ویدئوچک ایران‌ساخت در انتظار تأییدیه فنی فیفا
- رونمایی از VAR در ورزشگاه آزادی (ویدیو)
- VAR به اصفهان رسید / استفاده آزمایشی بدون دخالت
- سیستم VAR در ورزشگاه آزادی تست شد
- لیگ ایران کمک‌داور ویدیویی مخفی دارد
- اولین تست فناوری VAR در ورزشگاه دستگردی

بازی حساس پیکان و سایپا در هفته سی و دوم لیگ دسته اول با کمک داور ویدئویی برگزار می‌شود

#### مسابقات بین‌المللی

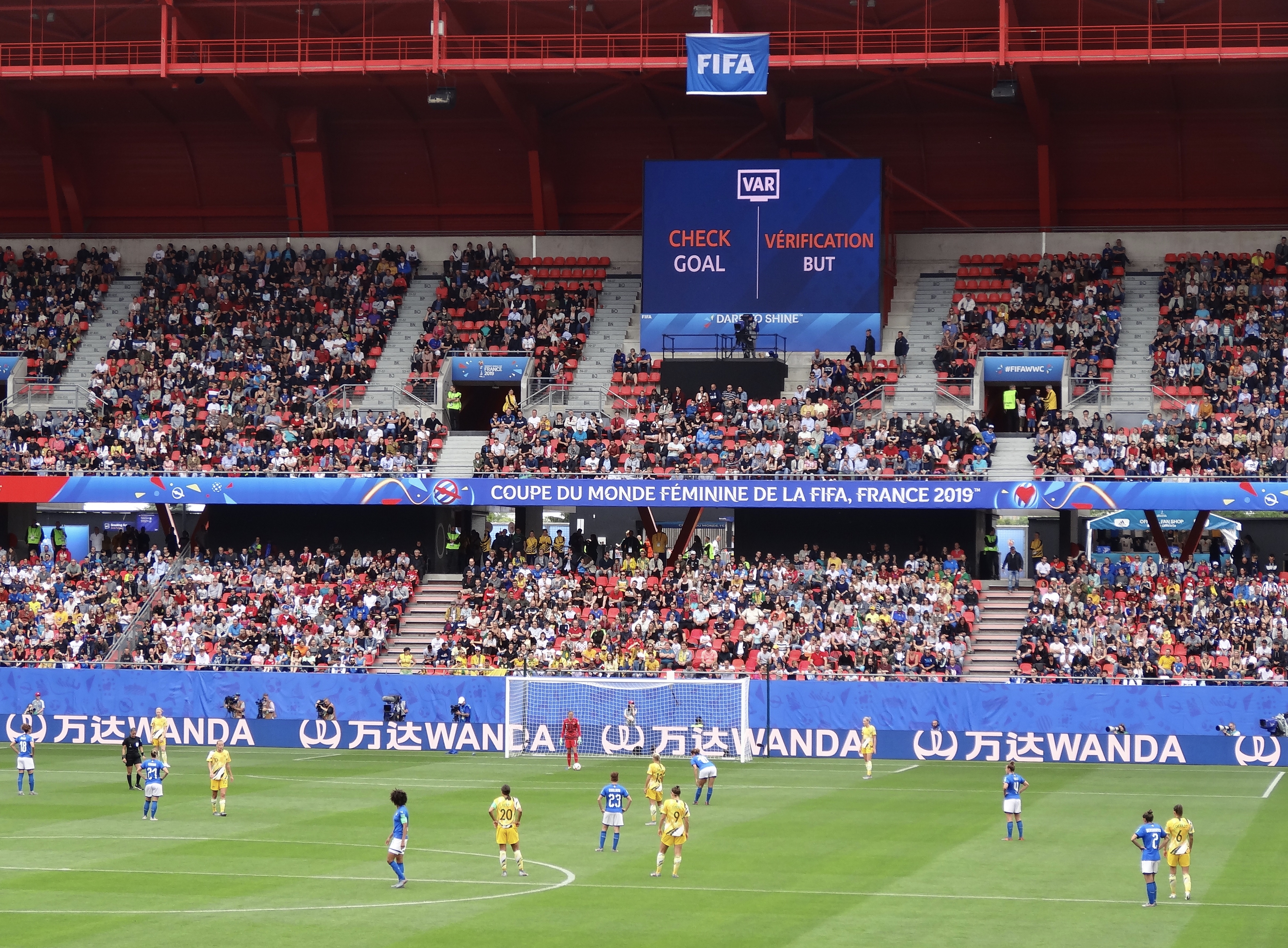
وی‌ای‌آر در جام باشگاه‌های جهان

## نگارخانه

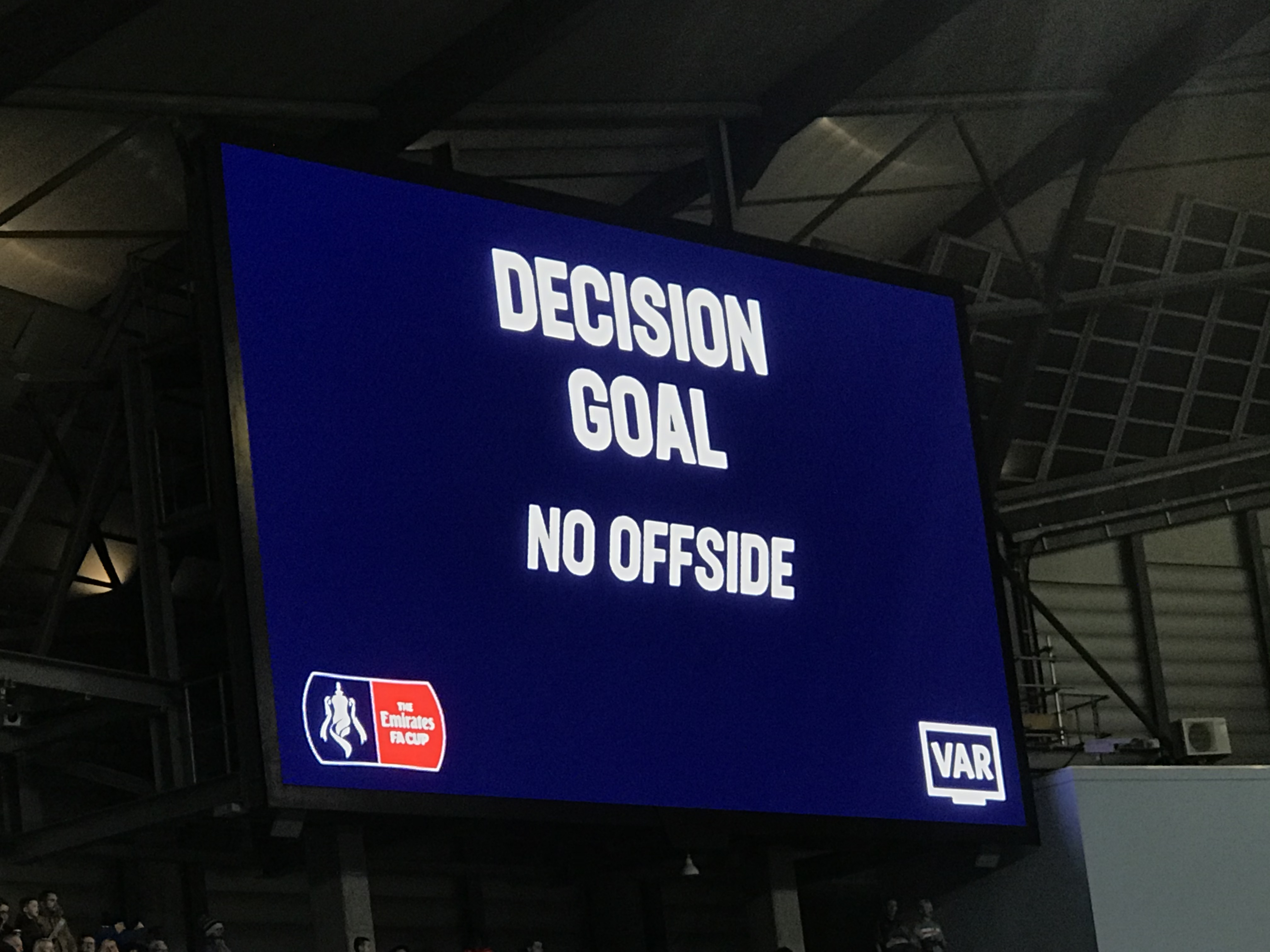
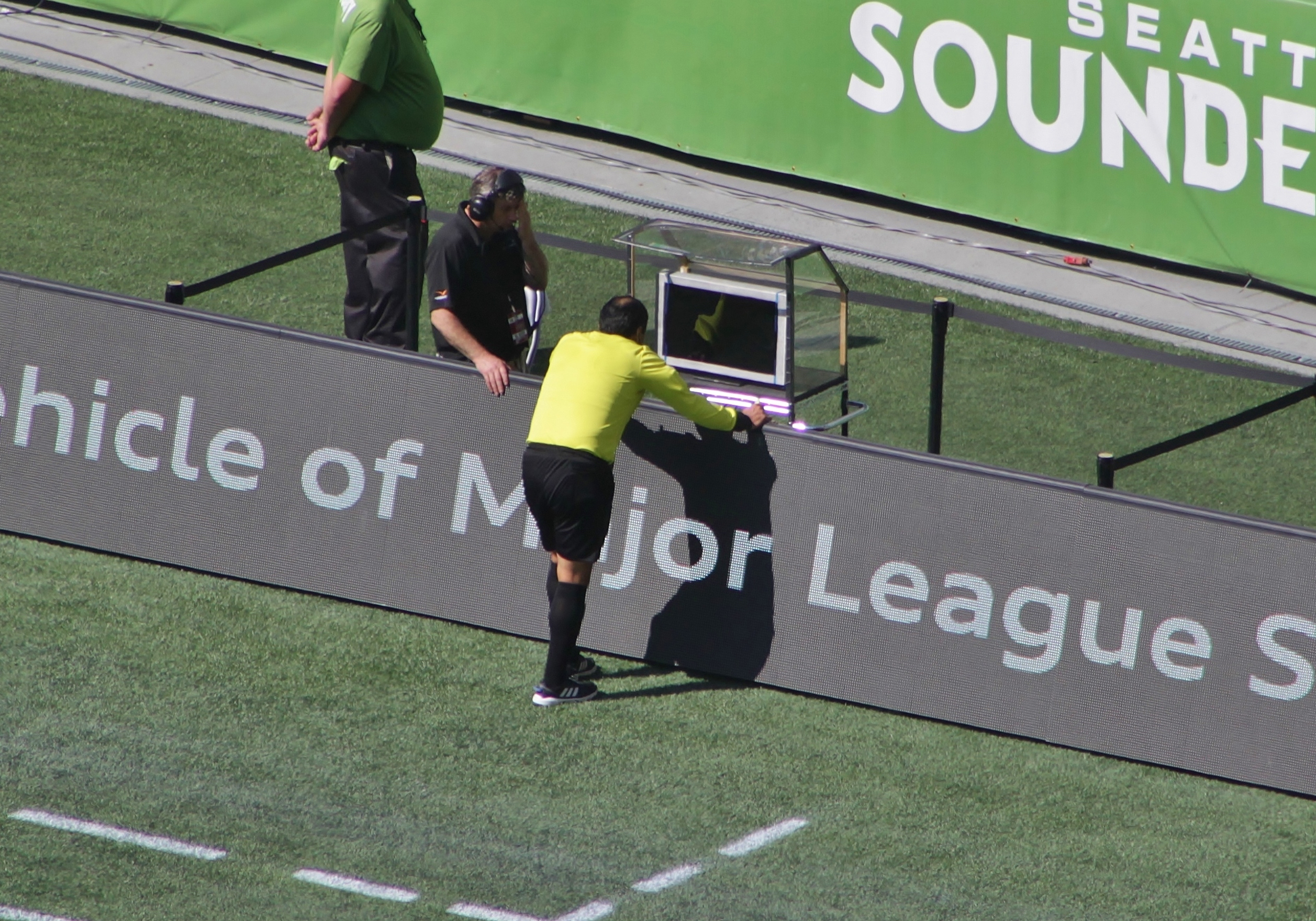
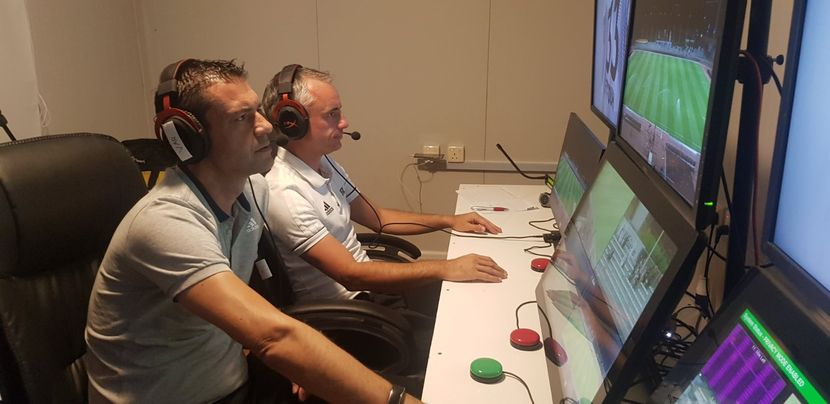
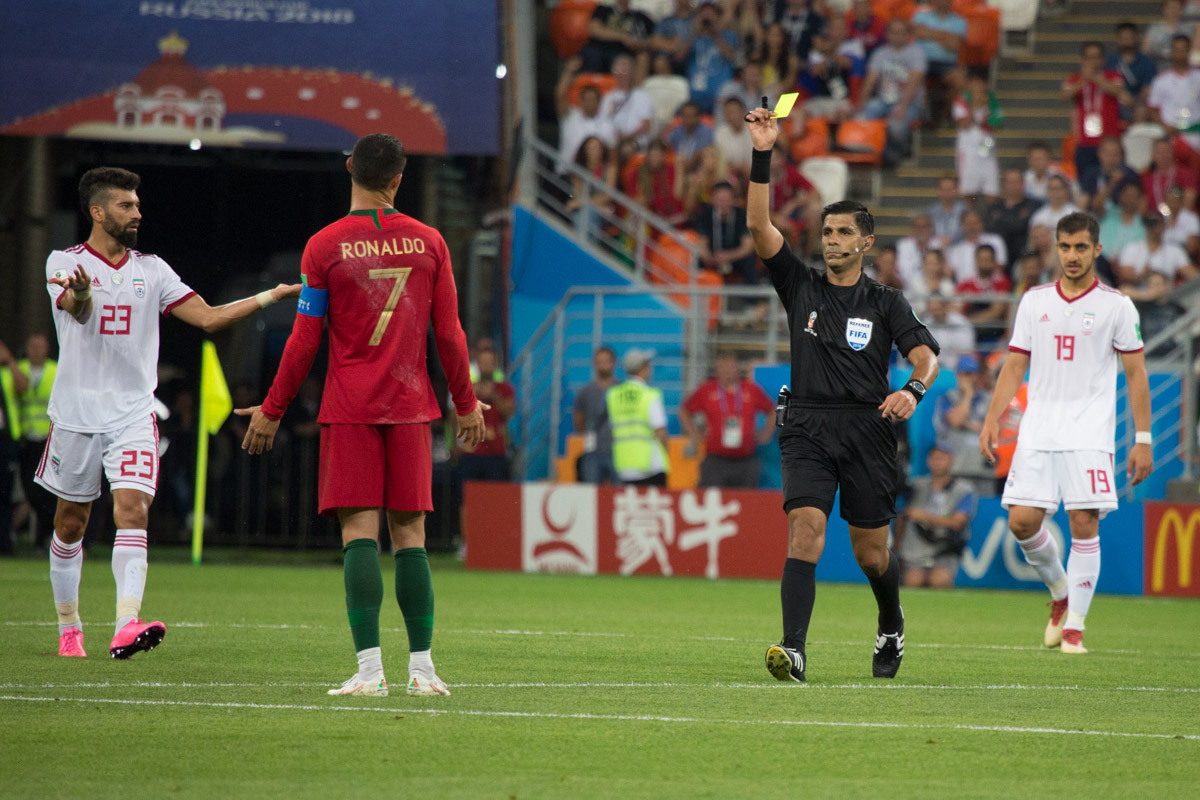